# Ashmeadiella timberlakei
Ashmeadiella timberlakei är en biart som beskrevs av Michener 1936. Ashmeadiella timberlakei ingår i släktet Ashmeadiella och familjen buksamlarbin. Inga underarter finns listade i Catalogue of Life.